# Comentriac
Comentriac (en francès Commentry) és un municipi francès, situat al departament de l'Alier i a la regió d'Alvèrnia-Roine-Alps. L'any 2007 tenia 6.803 habitants.

## Demografia

### Població
El 2007 la població de fet de Commentry era de 6.803 persones. Hi havia 3.262 famílies de les quals 1.283 eren unipersonals (506 homes vivint sols i 777 dones vivint soles), 1.079 parelles sense fills, 673 parelles amb fills i 227 famílies monoparentals amb fills.
| Evolució de la població |      |      |      |      |      |      |      |      |
| 1793                    | 1800 | 1806 | 1821 | 1831 | 1836 | 1841 | 1846 | 1851 |
| 600                     | 498  | 565  | 601  | 1277 | 1126 | 1424 | 3015 | 5465 |

| 1856 | 1861 | 1866 | 1872  | 1876  | 1881  | 1886  | 1891  | 1896  |
| ---- | ---- | ---- | ----- | ----- | ----- | ----- | ----- | ----- |
| 8484 | 8582 | 9978 | 11698 | 12978 | 12416 | 12515 | 12618 | 12632 |

| 1901  | 1906  | 1911  | 1921  | 1926  | 1931  | 1936 | 1946 | 1954 |
| ----- | ----- | ----- | ----- | ----- | ----- | ---- | ---- | ---- |
| 11169 | 10205 | 10112 | 10256 | 10089 | 10136 | 8827 | 9119 | 9259 |

| 1962 | 1968  | 1975  | 1982 | 1990 | 1999 | 2006 | 2011 | 2016 |
| ---- | ----- | ----- | ---- | ---- | ---- | ---- | ---- | ---- |
| 9711 | 10026 | 10043 | 9195 | 8021 | 7204 | 6857 | 6580 | -    |

| 2019 | - | - | - | - | - | - | - | - |
| ---- | - | - | - | - | - | - | - | - |
| -    | - | - | - | - | - | - | - | - |

La població ha evolucionat segons el següent gràfic:
Habitants censats

### Habitatges
El 2007 hi havia 3.955 habitatges, 3.302 eren l'habitatge principal de la família, 115 eren segones residències i 538 estaven desocupats. 2.522 eren cases i 1.403 eren apartaments. Dels 3.302 habitatges principals, 1.884 estaven ocupats pels seus propietaris, 1.362 estaven llogats i ocupats pels llogaters i 56 estaven cedits a títol gratuït; 65 tenien una cambra, 331 en tenien dues, 1.037 en tenien tres, 1.058 en tenien quatre i 811 en tenien cinc o més. 2.166 habitatges disposaven pel capbaix d'una plaça de pàrquing. A 1.585 habitatges hi havia un automòbil i a 980 n'hi havia dos o més.

### Piràmide de població
La piràmide de població per edats i sexe el 2009 era:
| Homes | Edats   | Dones |
| ----- | ------- | ----- |
| 4     | 95 o +  | 16    |
| 32    | 90 a 94 | 60    |
| 84    | 85 a 89 | 124   |
| 52    | 80 a 84 | 116   |
| 148   | 75 a 79 | 232   |
| 192   | 70 a 74 | 264   |
| 176   | 65 a 69 | 240   |
| 212   | 60 a 64 | 236   |
| 188   | 55 a 59 | 208   |
| 244   | 50 a 54 | 256   |
| 364   | 45 a 49 | 368   |
| 252   | 40 a 44 | 248   |
| 228   | 35 a 39 | 192   |
| 220   | 30 a 34 | 180   |
| 192   | 25 a 29 | 220   |
| 236   | 20 a 24 | 180   |
| 212   | 15 a 19 | 172   |
| 132   | 10 a 14 | 192   |
| 152   | 5 a 9   | 88    |
| 112   | 0 a 4   | 176   |

## Economia
El 2007 la població en edat de treballar era de 4.162 persones, 2.782 eren actives i 1.380 eren inactives. De les 2.782 persones actives 2.389 estaven ocupades (1.346 homes i 1.043 dones) i 392 estaven aturades (170 homes i 222 dones). De les 1.380 persones inactives 473 estaven jubilades, 336 estaven estudiant i 571 estaven classificades com a «altres inactius».

### Ingressos
El 2009 a Commentry hi havia 3.353 unitats fiscals que integraven 6.692 persones, la mediana anual d'ingressos fiscals per persona era de 15.763 €.

### Activitats econòmiques
Dels 275 establiments que hi havia el 2007, 2 eren d'empreses extractives, 10 d'empreses alimentàries, 3 d'empreses de fabricació de material elèctric, 19 d'empreses de fabricació d'altres productes industrials, 37 d'empreses de construcció, 71 d'empreses de comerç i reparació d'automòbils, 12 d'empreses de transport, 25 d'empreses d'hostatgeria i restauració, 1 d'una empresa d'informació i comunicació, 14 d'empreses financeres, 7 d'empreses immobiliàries, 22 d'empreses de serveis, 33 d'entitats de l'administració pública i 19 d'empreses classificades com a «altres activitats de serveis».
Dels 91 establiments de servei als particulars que hi havia el 2009, 1 era una comissaria de policia, 1 oficina d'administració d'Hisenda pública, 1 gendarmeria, 1 oficina de correu, 8 oficines bancàries, 2 funeràries, 10 tallers de reparació d'automòbils i de material agrícola, 1 taller d'inspecció tècnica de vehicles, 1 autoescola, 6 paletes, 6 guixaires pintors, 4 fusteries, 10 lampisteries, 4 electricistes, 3 empreses de construcció, 7 perruqueries, 4 veterinaris, 1 agència de treball temporal, 13 restaurants, 2 agències immobiliàries, 2 tintoreries i 3 salons de bellesa.
Dels 30 establiments comercials que hi havia el 2009, 2 eren supermercats, 1 una botiga de menys de 120 m², 6 fleques, 5 carnisseries, 1 una llibreria, 5 botigues de roba, 1 una botiga d'equipament de la llar, 1 una sabateria, 1 una botiga d'electrodomèstics, 1 una botiga de material esportiu, 5 drogueries i 1 una floristeria.
L'any 2000 a Commentry hi havia 22 explotacions agrícoles que ocupaven un total de 648 hectàrees.

## Equipaments sanitaris i escolars
Els 4 equipaments sanitaris que hi havia el 2009 eren farmàcies.
El 2009 hi havia 2 escoles maternals i 3 escoles elementals. A Commentry hi havia 1 col·legi d'educació secundària i 1 liceu d'ensenyament general. Als col·legis d'educació secundària hi havia 390 alumnes i als liceus d'ensenyament general 464.

## Poblacions més properes
El següent diagrama mostra les poblacions més properes.